# Faculdade de Ciências Agronômicas
Faculdade de Ciências Agronômicas (FCA) foi fundada no ano de 1965, na antiga Faculdade de Ciências Médicas e Biológicas de Botucatu (FCMBB), localizada no distrito de Rubião Júnior, no município de Botucatu. Em 1978, se tornou a Faculdade de Ciências Agronômica (FCA), se mudando para a Fazenda Lageado, no mesmo município de Botucatu.
Atualmente a faculdade oferece 3 cursos de graduação: Agronomia, Engenharia Florestal e Engenharia de Bioprocessos e Biotecnologia. E oferece 5 programas de Pós-graduação: Agricultura, Energia na Agricultura, Irrigação e Drenagem, Horticultura e Proteção de Plantas.